# Meroscalsis blackburni
Meroscalsis blackburni — жук подсемейства щитовок из семейства листоедов.

## Распространение
Встречается возле реки Richmond River в Новом Южном Уэльсе, Австралия.